# جوناثان كولمان (كاتب بريطاني)
جوناثان كولمان (بالإنجليزية: Jonathan Coleman)‏ هو كاتب بريطاني، ولد في 29 فبراير 1956 في لندن في المملكة المتحدة.

## وصلات خارجية
- جوناثان كولمان على موقع IMDb (الإنجليزية)
- جوناثان كولمان على موقع ميوزك برينز (الإنجليزية)